# Problematische Naturen (Film)
Problematische Naturen ist ein in der Biedermeierzeit spielender deutscher Stummfilm mit Erich Kaiser-Titz in der Hauptrolle des Oswald Stein.

## Handlung
Die Geschichte spielt zum Ende des Biedermeier, 1847/48, unmittelbar vor der gescheiterten bürgerlichen Revolution.
Dr. Oswald Stein tritt auf Vermittlung seines ehemaligen Hochschulprofessors Berger eine Stelle als Hauslehrer bei der Familie von Grenwitz auf Rügen an. Das Baron-Ehepaar hat drei Kinder, die Tochter Helene, den Sohn Malte und Bruno von Löwen, einen Pflegesohn. Man unterhält gesellschaftliche Kontakte vor allem zu anderen Adelsfamilien auf Rügen. Rasch empfindet der liberale und progressive Stein, der auf seine gutbürgerlichen Werte stolz ist und einen tief verwurzelten Hass auf den privilegierten Adel und seine Vorrechte pflegt, eine Diskrepanz zwischen ihm und seinem adeligen Umfeld. Während Steins Vorstellung von seiner beruflichen Tätigkeit bisweilen mit den Wünschen der Grenwitz-Familie kollidiert, entwickelt er doch eine besondere vielschichtige Beziehung zu dem vernachlässigten Bruno. Als dieser stirbt, ist dies für Stein ein Anlass, seine Koffer zu packen und Rügen wieder zu verlassen. Der andere Grund liegt in seiner Eifersucht auf Adalbert von Oldenburg begründet, zu dem er zwar eine Seelenverwandtschaft fühlt, den er zugleich aber auch als Konkurrent um die Gunst der verheirateten Melitta von Berkow ansieht.
Eine weitere Bekanntschaft Oswalds ist der schwer durchschaubare Albert Timm, ein Intrigant, der stets auf den eigenen Vorteil bedacht ist. Timm findet heraus, dass Oswald der verschollenen Erbe von Harald von Grenwitz ist, was dessen soziale und gesellschaftliche Position enorm verändern würde. In der Hoffnung, dadurch selbst in den Genuss von viel Geld zu kommen, teilt Timm Oswald diese Erkenntnis mit. Für Stein bedeutet dieses Wissen in erster Linie die Möglichkeit, nunmehr auch in die „besseren Kreise“ einheiraten zu können. Er hat vor allem die mittlerweile erwachsene Helene von Grenwitz, mit der dadurch weitläufig verwandt ist, im Auge. In dem Arzt Dr. Franz Braun findet Oswald schließlich einen aufrichtigen Freund und Mentor, der ihn auf das Phänomen der „problematischen Naturen“ hinweist, zu der sich auch Oswald Stein entwickeln könnte. Beide Männer beschließen, nach Thüringen zu reisen, um den mittlerweile in ein Sanatorium für Geisteskranke eingewiesenen Prof. Berger zu besuchen. Kurz vor Beginn erster revolutionärer Aufbäumung durch die Jugend Deutschlands, nimmt Stein in dem Ort Grünwald eine Stelle als Lehrer an, während Dr. Braun die Praxis seines Schwiegervaters in spe übernommen hat. Auch die Grenwitz haben sich dort, in ihrem Stadthaus, niedergelassen, und der verschlagene Timm hält sich wiederum deshalb in der Kleinstadt auf, um seine finsteren Absichten fortzuführen.
Von der dortigen kleingeistigen Enge erdrückt, flieht Oswald eines Tages nach Paris. Mit an seiner Seite sind Adalbert von Oldenburg, Albert Timm und der inzwischen wieder genesene Prof. Berger. Hier geraten die Deutschen in die revolutionären Ereignisse von 1848. Angefacht vom Feuer des bürgerlichen Aufbegehrens gegen die gesellschaftlich-politischen Verkrustungen und des Aufschreis nach Einheit, Freiheit, Gerechtigkeit und Gleichheit, kehren die Beteiligten nach Berlin zurück. Dort gerät Stein bei seinem Einsatz für seine Ideale, die auch die Abschaffung der Vorrechte des Adels beinhalten, in heftige Barrikadenkämpfe. Dabei fällt er ebenso wie Stein und Timm. Am Ende hat sich nichts geändert, und die Restauration der vorrevolutionären Zustände betoniert den Status quo.

## Produktionsnotizen
Problematische Naturen entstand im Messter-Film-Atelier in Berlins Blücherstraße 32 und besaß fünf Akte. Der Film passierte im Dezember 1912 die Zensur und wurde im darauf folgenden Jahr uraufgeführt.

## Kritiken
„Dieser Film ist volkstümlich, er ist künstlerisch und er interessiert auch die literarische Welt, weil er eine Legende zur Grundlage hat, die den besten deutschen Roman der mittleren Periode des vorigen Jahrhunderts verarbeitet. (…) Jedes einzelne Bild ist ein Gemälde für sich, das reizt und anmutet. Wie herrlich ist die prächtige Schloßaufnahme gewählt, wie stilvoll und herausgehoben aus der Zeit des Reliefrockes und der Locken. Wie schön ist die Szene am Klavier, die an das bekannte Schumannbild erinnert. (…) Das sind nur willkürlich herausgerissene Bruchstücke eines in seiner Totale einwandfreien Werkes, in das sich auch die Darstellung durch die Schauspieler stimmungsvoll abgetönt einfügt. Dieses Filmwerk ist aus jenem Holze geschnitzt, welches geeignet ist, dem Kino wieder neue Freunde zuzuführen.“